# 劉錫琦
劉錫琦（?—?），山東省濟南府歷城縣人，清朝政治人物、進士出身。
光緒三年（1877年），参加丁丑科殿試，登進士二甲第103名。同年五月，分部學習。